# Landgericht Gnesen

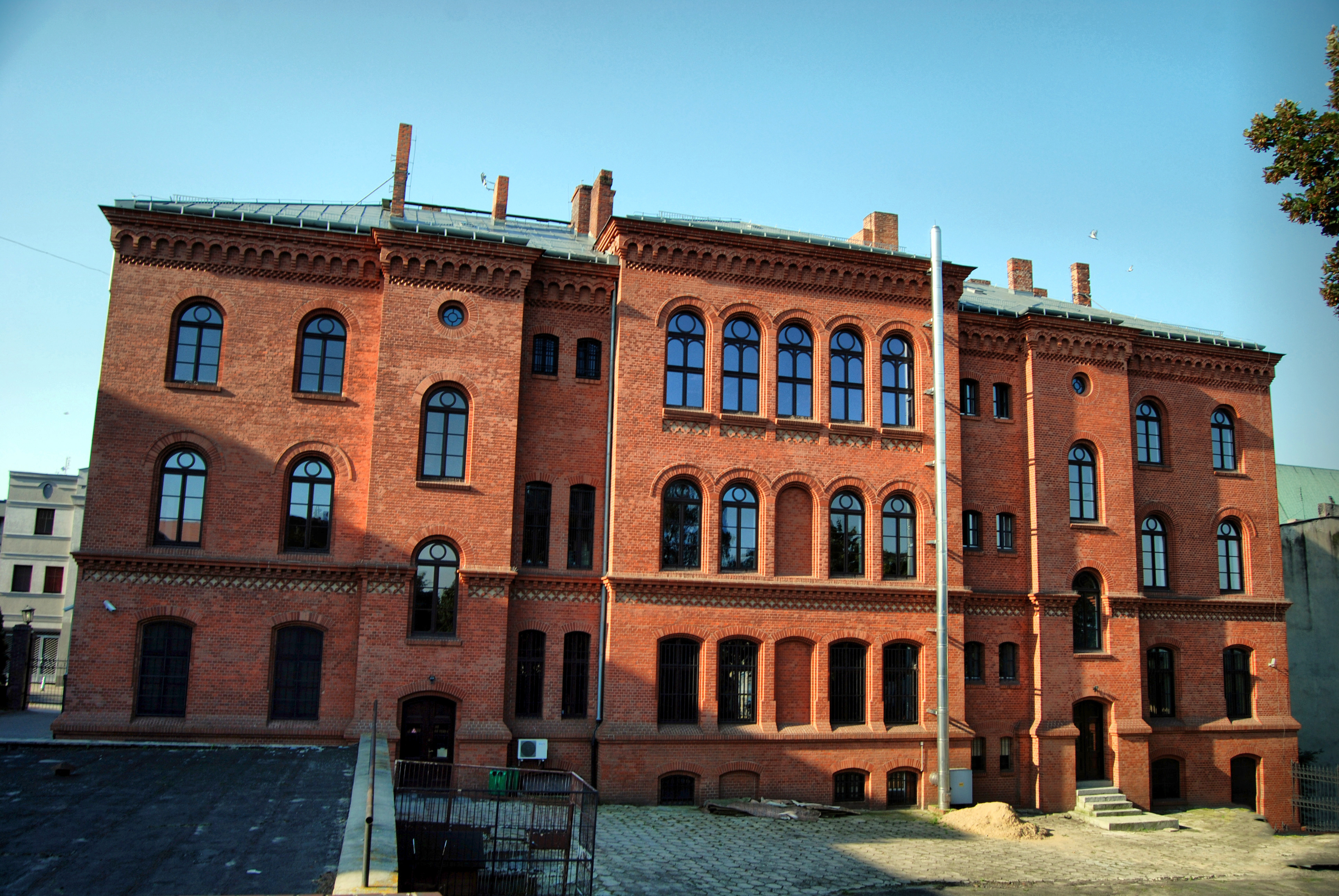
Ehem. Landgerichtsgebäude (2011)

Das Landgericht Gnesen war ein preußisches Gericht der ordentlichen Gerichtsbarkeit im Bezirk des Oberlandesgerichtes Posen mit Sitz in Gnesen.

## Geschichte
Das königlich preußische Landgericht Gnesen wurde mit Wirkung zum 1. Oktober 1879 als eines von sieben Landgerichten im Bezirk des Oberlandesgerichtes Posen gebildet. Aufgelöst wurde das bisherige Appellationsgericht Bromberg. Der Sitz des Gerichtes war Gnesen. Das Landgericht war danach für die Kreise Gnesen, Mogilno, Wongrowitz (teilweise) und Kreises Wreschen zuständig. Ihm waren zunächst folgende fünf Amtsgerichte zugeordnet:
| Amtsgericht            | Sitz       | Bezirk                                                                                                  |
| ---------------------- | ---------- | --- |
| Amtsgericht Gnesen     | Gnesen     | Kreis Gnesen                                                                                            |
| Amtsgericht Mogilno    | Mogilno    | aus dem Kreis Mogilno die Stadtbezirke Mogilno und Pakosch und die Polizeidistrikte Mogilno und Pakosch |
| Amtsgericht Tremessen  | Tremessen  | der Kreis Mogilno, ohne die Teile, die dem Amtsgericht Mogilno zugeordnet waren                         |
| Amtsgericht Wongrowitz | Wongrowitz | der Kreis Wongrowitz, ohne den Teil, der dem Amtsgericht Exin zugeordnet war                            |
| Amtsgericht Wreschen   | Wreschen   | der Kreis Wreschen                                                                                      |

Der  Landgerichtsbezirk hatte 1880 zusammen 191.488 Einwohner. Am Gericht waren ein Präsident, zwei Direktoren und acht Richter tätig. Mit dem Gesetz, betreffend die Einrichtung eines Amtsgerichts in der Stadt Witkowo vom 21. Juni 1897 wurde das Amtsgericht Witkowo errichtet und dem Landgericht Gnesen zugeordnet. Der Landgerichtsbezirk kam aufgrund des Versailler Vertrages 1919 zu Polen, und das Landgericht Gnesen wurde aufgelöst. An seiner Stelle entstand das polnische Sąd Okręgowy w Gnieźnie. Im Jahre 1939 wurde Polen deutsch besetzt. Im Rahmen der Neuorganisation der Gerichte in Ostdeutschland und im ehemaligen Polen wurde das Landgericht Gnesen neu gebildet und erneut dem Oberlandesgericht Posen zugeordnet. Zu seinem Sprengel gehörten nun die Amtsgerichte Gnesen, Kleczew (in Kleczew), Konin (in Konin), Slupka (in Slupka), Witkowo (in Witkowo) und Wongrowitz.
Im Jahre 1945 wurde der Landgerichtsbezirk unter polnische Verwaltung gestellt, und die deutschen Einwohner wurden vertrieben. Damit endete auch die Geschichte des Landgerichtes Gnesen und seiner Amtsgerichte.

## Richter
- Robert Richard Göschen (Präsident ab 1903)